# Eppe (Adelsgeschlecht)

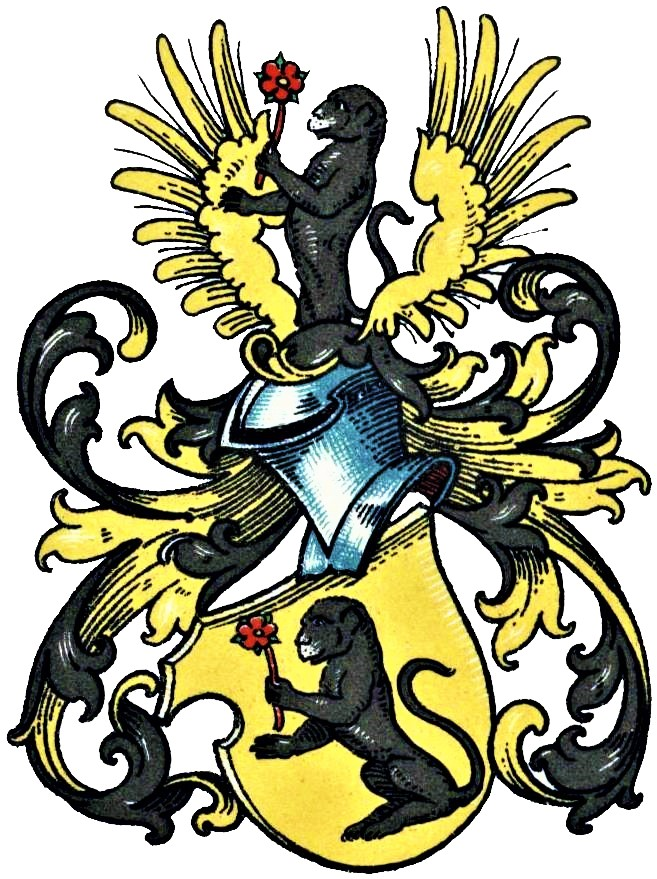
Wappen derer von Eppe im Wappenbuch des Westfälischen Adels

Eppe (auch: Epe oder ähnlich) ist der Name eines alten westfälisch-nordhessischen Adelsgeschlechts.

## Geschichte
Der namensgebende Stammsitz des Geschlechts war Eppe, ein südwestlicher Stadtteil von Korbach im nordhessischen Landkreis Waldeck-Frankenberg. Es hatte Besitz insbesondere im Waldeckschen und im Hochstift Paderborn. Im Waldeckschen saß das Geschlecht neben Eppe zu Burg Goddelsheim (urkundlich 1515–1585), Bornighausen (1332–1348) und Schloss Reckenberg (1369–1785), als einem Lehen der Fürstabtei Corvey. Die Wasserburg Höringhausen war zwischenzeitlich im Pfandbesitz der Familie. 1434 kommen die Herren von Eppe unter der Ritterschaft des Herzogtums Westfalen vor. Dort saßen sie bereits im 13. Jahrhundert als Burgmänner zu Burg Wartberch (heute Warburg). Außerdem besaß die Familie 1376 Gut Borlinghausen als Lehen der Grafen von Waldeck.
Das Geschlecht erscheint erstmals mit Reinhard von Eppe (urkundlich 1214–1254). Heinrich von Eppe (1240–1276) und sein Bruder waren Burgmänner in Warburg. 1289 war Herbold von Eppehe Bürgermeister der Stadt Korbach. Ein Dietrich von Eppe (1332–1374) war Amtmann zu Fürstenberg, einem heutigen Ortsteil von Lichtenfels. Dort besaßen die Eppe spätestens ab 1466 Burglehen auf Burg Fürstenberg. 
Der Letzte des Geschlechts, der waldecksche Landdrost Florenz Anton Heinrich Georg Philipp von Eppe, der Schloss Zwesten gekauft hatte, verstarb am 17. Januar 1785. Der alte Freiherr Florenz Anton von Eppe zu Reckenberg hatte seine Frau überlebt und widmete seine Zeit der Gartenbaukunst, insbesondere dem Züchten von Obst, Gemüse und Bäumen.

## Persönlichkeiten
- Johann Wilhelm Wennemar von Eppe († 1643), Söldnerführer und Regimentskommandeur im Dreißigjährigen Krieg
- Philipp Elmerhaus von Eppe zu Reckenberg († vor 1691), Generalmajor (⚭ Eva Alexandrine Adriane, geb. von Zersen)[4]

## Wappen
Blasonierung des redenden Wappens: In Gold ein schwarzer sitzender Affe, der eine rote Rose in der linken Hand hält. Auf dem Helm derselbe Affe mit Rose wachsend zwischen einem offenen goldenen Flug. Die Helmdecken sind schwarz-golden.